# Rim-Sin II
Rim-Sin II – uzurpator, który ok. 1740 r. p.n.e., w dziewiątym roku rządów Samsu-iluny, siódmego króla z I dynastii z Babilonu, ogłosił się królem Larsy i wzniecił powstanie w południowej Babilonii. Powstanie to, które objęło wiele miast (m.in. Uruk, Ur, Isin i Kisurrę), z czasem rozszerzyło się na tereny Emutbalu (Jamutbalu) na wschód od rzeki Tygrys. Samsu-ilunie udało się stłumić rebelię dopiero po pięciu latach uporczywych walk w decydującej bitwie pod miastem Kisz.